# Heinz Schachtner
Heinz Schachtner (* 14. Januar 1920 in Eichendorf; † 21. Februar 2014 in Köln) war ein deutscher Trompeter, Komponist und Autor, der als versierter Solist vor allem in der Unterhaltungsmusik bekannt wurde.

## Leben und Werk
Nach dem Studium am Trapp’schen Konservatorium in München (1935–1940) und ersten Auftritten in der Münchner Kaffeehausszene feierte Schachtner seinen ersten großen Erfolg als Solist im Jahr 1954, als er mit seiner Einspielung der Titelmelodie aus dem Film From here to eternity (Verdammt in alle Ewigkeit) einen TOP-10-Erfolg erzielte und dafür als erster europäischer Solist mit einer „Goldenen Trompete“ geehrt wurde. Weiteren Erfolg konnte er u. a. mit dem „Mitternachtsblues“ von Franz Grothe aus dem Film Immer wenn der Tag beginnt erzielen.
Ebenfalls 1954 veröffentlichte er das Buch „jazz-trompeten-schule“ - vom Anfang bis zur freien Improvisation (edition dux-münchen, TRAUT, Best.-Nr. 210).
Schachtner entdeckte u. a. Jack White, den er auf Empfehlung von Hennes Weisweiler dem Produzenten Hans Bertram vermittelte.
Von 1949 bis in die 1980er Jahre arbeitete Schachtner, der in der Folgezeit vor allem als gefragter Studiomusiker tätig war, in verschiedenen Kölner Ensembles, so auch neben Rick Kiefer, Klaus Osterloh, Jon Eardley und Jupp Keuser als Solotrompeter in der WDR Big Band Köln unter Leitung von Adalbert Luczkowski und Werner Müller.
Aus der Zusammenarbeit mit dem Schallplattenproduzenten Hans Bertram und Arrangeur Werner Twardy ging 1966 die Langspielplatte Trompete in Gold hervor, deren Erfolg eine Serie von Fortsetzungen begründete.
Schachtner wurde am 4. März 2014 auf dem Deutzer Friedhof in Köln-Poll beigesetzt.

## Diskografie (Auswahl)
- Trompete in Gold, 1966, Polydor 249 055
- Trompete in Gold 2, 1968, Polydor 249 230
- Trompete in Gold 3, 1969, Polydor 249 325
- Festliche Trompete in Gold, 1969, Polydor 249 348
- Trompete in Gold 4, 1970, Polydor 2371 086
- Trumpet Fascination, 1971, Polydor 2371 178
- Verdammt in alle Ewigkeit, Polydor 2416 155
- Disco Hit Trompete, 1976, Electrola 1C 056-29 631
- Disco Hit Trompete Teil 2, 1976, Electrola 1C 054-31 736
- Weihnachtswunschkonzert, 1977, Electrola 1C 066-32 516
- Weihnachten mit Roy Black und Heinz Schachtner[11]
- Der Rote Schal, 1973, Polydor, 2041 448[12]

## Publikation
- Jazz-Trompeten-Schule: Vom Anfang bis zur freien Improvisation, München 1954: Dux